# Generazioni di Formula E
Quella che segue è la lista delle generazioni di Formula E, con relative specifiche tecniche e stagioni motoristiche di operatività.

## Dettagli tecnici

### Gen1
| Vettura            | Vettura            | Spark-Renault SRT 01E |
| ------------------ | ------------------ | --- |
| Immagine           |                    | |
| Dimensioni         | Lunghezza (max)    | 5.000 mm |
| Dimensioni         | Larghezza (max)    | 1.800 mm |
| Dimensioni         | Altro              | 1.300 mm (carreggiata min) |
| Dimensioni         | Altezza            | 75 mm (da terra); 1250mm (max) |
| Dimensioni         | Peso               | 880 kg (compreso pilota e batterie da 230 kg) |
| Telaio             | Telaio             | Cellula di sopravvivenza in fibra di carbonio/alluminio; alettoni anteriori e posteriori in carbonio; telaio: carbonio/kevlar. Il tutto prodotto dalla Dallara |
| Cambio             | Cambio             | Sequenziale, al volante, a 5 marce, fornito dalla Hewland, mentre divenne libero a partire dalla seconda edizione, con team che hanno optato per cambi da 2 a 5 rapporti (Renault e.dams usa 2 marce, Abt ne usa 3, Mahindra e Venturi ne usano 4, Team Aguri e Andretti le 5 marce originali), oppure hanno utilizzato la presa diretta del motore (doppio) con il differenziale |
| Freni              | Freni              | Standard con due sistemi idraulici separati, azionati dallo stesso pedale. La scelta del materiale impiegato è libera; pinze a sezione circolare in lega d'alluminio. |
| Ruote e pneumatici | Ruote e pneumatici | Cerchi da 18 pollici; pneumatici Michelin utilizzabili sia in condizioni d'asciutto che bagnato; cerchi O.Z. Racing in magnesio con massima larghezza per quelli anteriori da 260 mm e per quelli posteriori da 305 mm; diametro massimo 650 mm anteriore e 690 posteriore. |
| Potenza            | Potenza            | Potenza massima 200 kW; potenza in gara 180 kW (150 kW nella prima stagione e 170 nella seconda e nella terza); potenza addizionale (Push-to-pass): 30 kW. La massima potenza potrà essere utilizzata nelle prove libere e nelle qualifiche. L'ammontare di potenza extra è fissato in 30 kW e la sua erogazione viene stabilita mediante il FanBoost.                            |
| Consumi            | Consumi            | Il consumo massimo consentito durante la gara è di 28 kWh*. |
| Prestazioni        | Accelerazione      | 0 – 100 km/h in 3 secondi |
| Prestazioni        | Velocità massima   | 230 km/h |
| Sicurezza          |                    | |
| Aerodinamica       |                    | |

### Gen2
| Vettura            | Vettura            | Spark SRT 05e |
| ------------------ | ------------------ | --- |
| Immagine           |                    | |
| Dimensioni         | Lunghezza (max)    | 5.160 mm |
| Dimensioni         | Larghezza (max)    | 1.770 mm |
| Dimensioni         | Altro              | 3.100mm (interasse max) |
| Dimensioni         | Altezza            | 75 mm (da terra); 1050mm (max) |
| Dimensioni         | Peso               | 900 kg (compreso pilota e batterie da 385 kg) |
| Telaio             | Telaio             | Monoscocca in fibra di carbonio/alluminio prodotto da Dallara |
| Cambio             | Cambio             | Sequenziale con comandi al volante o a presa diretta con regolazione del differenziale; |
| Freni              | Freni              | Impianto frenante Brembo con dischi in fibra di carbonio autoventilanti. |
| Ruote e pneumatici | Ruote e pneumatici | Cerchi da 18 pollici; pneumatici Michelin utilizzabili sia in condizioni d'asciutto che bagnato; |
| Potenza            | Potenza            | Potenza massima 250 kW; potenza in gara 200 kW (220 nel 2022); potenza addizionale (Push-to-pass): 30 kW. La massima potenza potrà essere utilizzata nelle prove libere e nelle qualifiche. L'ammontare di potenza extra è fissato in 30 kW. |
| Consumi            | Consumi            | Il consumo massimo consentito durante la gara è di 54 kWh. |
| Prestazioni        | Accelerazione      | 0 – 100 km/h in 2,8 secondi |
| Prestazioni        | Velocità massima   | 280 km/h |
| Sicurezza          | Sicurezza          | Viene reso obbligatorio l'uso del dispositivo di protezione Halo, già introdotto in Formula 1 e Formula 2, con indicatori di stato a led (stato batteria, FanBoost e Attack Mode). |
| Aerodinamica       | Aerodinamica       | Le vetture di seconda generazione non presentano un'ala posteriore, bensì due elementi a ponte che si estendono dalla parte posteriore delle pance della vettura, coprendo il profilo anteriore delle ruote posteriori. Anche le ruote anteriori si presentano semicoperte al fine di abbassare la resistenza all'avanzamento della vettura, migliorandone l'efficienza. Il muso si presenta ribassato e con esso anche l'ala, ora costituita da un profilo piatto. Le pance si presentano più rastremate e con forme più squadrate. Vengono eliminati i profili alari laterali nella zona del cockpit. Il diffusore posteriore viene elaborato e sviluppato in altezza. |

### Gen3
| Vettura            | Vettura            | Formula E Gen3 |
| ------------------ | ------------------ | --- |
| Immagine           |                    | |
| Dimensioni         | Lunghezza (max)    | 5016.2 mm |
| Dimensioni         | Larghezza (max)    | 1.700 mm |
| Dimensioni         | Altro              | - |
| Dimensioni         | Altezza            | 1023.4 |
| Dimensioni         | Peso               | 760 kg |
| Telaio             | Telaio             | Materiale composito a nido d'ape con fibra di carbonio |
| Cambio             | Cambio             | Sequenziale con comandi al volante o a presa diretta con regolazione del differenziale                                                                                             |
| Freni              | Freni              | Senza dischi freno posteriori, avvalendosi unicamente della forza frenante del generatore posteriore                                                                               |
| Ruote e pneumatici | Ruote e pneumatici | Cerchi da 18 pollici; pneumatici Hankook utilizzabili sia in condizioni d'asciutto che bagnato                                                                                     |
| Potenza            | Potenza            | Potenza massima 250 kW; potenza in gara 350 kW (200 nel 2022); potenza addizionale (Push-to-pass): 600 kW.                                                                         |
| Consumi            | Consumi            | Il consumo massimo consentito durante la gara è di 49-51 kWh. |
| Prestazioni        | Accelerazione      | 0 – 100 km/h in meno di 3 secondi |
| Prestazioni        | Velocità massima   | 322 km/h |
| Sicurezza          | Sicurezza          | Viene reso obbligatorio l'uso del dispositivo di protezione Halo, già introdotto in Formula 1 e Formula 2, con indicatori di stato a led (stato batteria, FanBoost e Attack Mode). |
| Aerodinamica       | Aerodinamica       | Le vetture di terza generazione il design si ispira all’ala aerodinamica a delta di un caccia.                                                                                     |